# Jul i Storbritannien
Jul i Storbritannien firas oftast av familjer tillsammans. I de flesta hem finns en julgran, en tradition från den tysktalande världen som infördes i Storbritannien vid 1800-talets mitt av prins Albert. I städerna lyser belysning upp.
Julspel och julsånger är, precis som i många andra länder, populärt i kyrkorna. Barn skriver brev till Jultomten, som enligt brittisk tradition levererar julklapparna genom skorstenen.
Nyår firas med fyrverkerier, och i firas i Skottland av vissa mer än själva julen.
Julmiddagen vid middagstid på juldagen, och kalkon står ofta på bordet, liksom julpudding till efterrätt.
Största chansen att få uppleva en vit jul i Storbritannien är i Skottland.